# Libanon op de Olympische Zomerspelen 1960
Libanon nam deel aan de Olympische Zomerspelen 1960 in Rome, Italië. Het land keerde terug op de Spelen nadat het in 1956 ontbrak. Het boycotte die Spelen vanwege de betrokkenheid van Frankrijk en Groot-Brittannië in de Suezcrisis. Tijdens de vorige deelname won het een medaille, maar die prestatie werd dit keer niet herhaald.

## Deelnemers en resultaten

### Atletiek
| Olympiër      | Discipline      | Resultaat | Prestatie                      |
| ------------- | --------------- | --------- | ------------------------------ |
| Salem El-Jisr | kogelstoten (m) | 22e       | kwalificatie: 22ste met 13,82m |

### Gewichtheffen
| Olympiër         | Discipline | Resultaat | Prestatie |
| ---------------- | ---------- | --------- | --------- |
| Salah Chammah    | -60kg (m)  | 14e       | 307,5kg   |
| Mohamed Mourtada | -75kg (m)  | 14e       | 360kg     |

### Schermen
| Olympiër                                                    | Discipline     | Resultaat | Prestatie                                                                            |
| ----------------------------------------------------------- | -------------- | --------- | ------------------------------------------------------------------------------------ |
| Ibrahim Osman                                               | degen (m)      | 31e       | 1ste ronde groep K: 2de met 4 overwinningen 2de ronde groep F: 6de met 1 overwinning |
| Mohamed Ramadan                                             | degen (m)      | 37e       | 1ste ronde groep I: 4de met 2 overwinningen                                          |
| Michel Saykali                                              | degen (m)      | 37e       | 1ste ronde groep D: 4de met 1 overwinning                                            |
| Ibrahim Osman Mohamed Ramadan Michel Saykali Hassan El-Said | degen team (m) | 15e       | 1ste ronde groep C: 3de met 0 overwinningen                                          |

### Schietsport
| Olympiër              | Discipline             | Resultaat | Prestatie                                                |
| --------------------- | ---------------------- | --------- | -------------------------------------------------------- |
| Abdullah Jaroudi, Jr. | 50m geweer liggend (m) | 64e       | kwalificatie groep 1: 35ste met 377 punten (95-95-91-96) |
| Elias Salhab          | trap (m)               | 10e       | 182 punten                                               |
| Maurice Tabet         | trap (m)               | 24e       | 176 punten                                               |

### Worstelen
| Olympiër        | Discipline  | Resultaat   | Prestatie |
| Vrije stijl     | Vrije stijl | Vrije stijl | Vrije stijl |
| --------------- | ----------- | ----------- | --- |
| Nazem Amine     | -67kg (m)   | 16e         | 1ste ronde: W van GBR Stephenson 2de ronde: V van FRA Bielle 3de ronde: V van IRI Tajiki                                 |
| Grieks-Romeins  |             |             | |
| Michel Nakouzi  | -57kg (m)   | 9e          | 1ste ronde: W van ESP Cañete 2de ronde: W van FRA Dubier 3de ronde: W van GER Tauer 4de ronde: V van URS Karavayev       |
| Elie Naasan     | -62kg (m)   | 11e         | 1ste ronde: W van SUI Schmid 2de ronde: G van TCH Tóth 3de ronde: V van ROU Şulţ                                         |
| Ibrahim Awariki | -67kg (m)   | 13e         | 1ste ronde: V van BUL Stoyanov 2de ronde: W van MAR Mansour 3de ronde: G van JPN Kitamura                                |
| Hicham Ido      | -73kg (m)   | 25e         | 1ste ronde: V van SUI Hirschbühl 2de ronde: V van GER Maritschnigg                                                       |
| Yacoub Romanos  | -79kg (m)   | 7e          | 1ste ronde: W van AUT Längle 2de ronde: W van SUI Berthoud 3de ronde: G van USA Camilleri 4de ronde: V van URS Chuchalov |

### Zeilen
| Olympiër                   | Discipline      | Resultaat | Prestatie                               |
| -------------------------- | --------------- | --------- | --------------------------------------- |
| Pierre Arbaji              | finn            | 35e       | 834 punten: (32-32-31-35-28-DNF-DNS)    |
| Fred Zebouni Antoine Sader | flying dutchman | 31e       | 408 punten: (29-26-DNF-DNS-DNS-DNS-DNS) |

Afghanistan · Argentinië · Australië · Bahama's · België · Bermuda · Birma · Brazilië · Brits-Guiana · Bulgarije · Canada · Ceylon · Chili · Colombia · Cuba · Denemarken · Duits eenheidsteam · Ethiopië · Fiji · Filipijnen · Finland · Frankrijk · Ghana · Griekenland · Groot-Brittannië · Haïti · Hongarije · Hongkong · Ierland · IJsland · India · Indonesië · Irak · Iran · Israël · Italië · Japan · Joegoslavië · Kenia · Libanon · Liberia · Liechtenstein · Luxemburg · Malakka · Malta · Marokko · Mexico · Monaco · Nederland · Nederlandse Antillen · Nieuw-Zeeland · Nigeria · Noorwegen · Oeganda · Oostenrijk · Pakistan · Panama · Peru · Polen · Portugal · Puerto Rico · Roemenië · San Marino · Singapore · Soedan · Sovjet-Unie · Spanje · Suriname · Taiwan · Thailand · Tsjecho-Slowakije · Tunesië · Turkije · Uruguay · Venezuela · Verenigde Arabische Republiek · Verenigde Staten · Vietnam · West-Indische Federatie · Zuid-Afrika · Zuid-Korea · Zuid-Rhodesië · Zweden · Zwitserland